# 갈고리촌충
갈고리촌충(Taenia solium, Pork tapeworm)은 돼지나 사람 등의 내장에 기생하는 촌충과의 기생충을 말한다. 갈고리가 있다는 뜻에서 유구촌충 또는 유구조충이라고도 한다.
전 세계적으로 분포하며, 특히 돼지고기를 생식하는 지역에서 감염률이 높다.

## 형태
보통 성충의 길이는 약 2~3m이고 폭은 약 5~6mm이며 8m 길이까지 자라기도 한다. 몸은 약 800~900개 편절로 이루어져 있으며, 머리부분에 해당하는 두절은 1~2mm정도 직경에 4개의 흡반과 앞부분 중앙에 반구형의 부리(rostellum)가 있으며 부리 주위에 약 22~32개 정도의 작은 갈고리가 두 줄로 배열되어 있다. 체절은 보통 폭의 길이보다 넓지만 두절에서 멀어질수록 그 길이가 길어진다. 수태편절은 다른 기관들은 퇴화되고 자궁만 특징적으로 발달되어 있으며, 이 편절에는 한 편절당 약 3~5만개의 충란으로 가득 차 있다. 충란으로 채워진 자궁은 중앙부와 양쪽으로 약 7~13개의 자궁측지로 이루어져 있는데, 이 자궁측지 개수는 다른 종의 조충과 크게 다른 점이므로 종 감별에 이용된다.
충란은 원형 모양이며 얇은 난각으로 싸여 있는데 이 난각은 편절에서 유리될 때 대부분 파열되어 없어진다. 충란 모양은 다른 조충들과 유사하기 때문에 충란 모양으로 조충의 종 감별이 불가능하다.

## 발육
알은 미발육 상태로 나오며, 알 속에서 난할이 진행되어 내외 2세포층으로 되는데, 내층은 6할유충이, 외층은 유충을 싼 배막이 된다. 그 후 이들이 물 속에 나오게 되면 제1중간숙주인 노우물벼룩 등에게 잡아먹히는데, 이 시대를 코라시듐유생이라고 한다. 한편, 노우물벼륙의 소화관에 들어가면 배막이 소화되고 장기 내에서 길다란 몸의 전의미충으로 된다. 그 후 끝은 갈라져 꼬리가 되며, 부착의 역할을 하는 여섯 개의 갈고리가 형성된다. 전의미충은 다시 제1중간숙주와 함께 제2중간숙주에게 잡아먹혀 꼬리 부분이 없어지며, 체강·간·근육에 도달하여 의미충이 된다. 이것이 마지막 숙주의 창자벽에 부착하여 편절을 만들면서 성충으로 발달한다.

## 생활사
갈고리촌충의 종숙주는 사람이 유일하다. 성충에 감염된 사람의 대변에 함께 배출된 편절 또는 편절에서 유리된 충란을 중간숙주인 돼지가 섭취하면 유리된 육구자충이 장벽을 뚫고 들어가 혈류 또는 림프관을 통해 근육으로 이동한다. 60~70일 후에 고유의 낭미충(또는 낭충), 즉 유구낭미충이 되며, 이 유구낭미충을 숙주인 사람이 섭취하면 두절 이외 부분은 소화되고 두절이 장벽에 부착하여 약 2~3개월 만에 성충으로 성장한다.
만약 사람이 갈고리촌충의 알이나 편절을 삼킬 경우에는 다른 중간숙주처럼 육구자충이 장내에서 세정맥을 통해 간과 폐로 이동하는데, 대부분은 다시 폐정맥 또는 순환계 혈관을 따라 전신으로 이동한다. 하지만 이렇게 이동한 육구자충은 인체 내에서는 성충으로 성장할 수 없어 낭미충 형태로 남게 되는데, 이렇게 사람이 감염된 형태를 유구낭미충증(Cysticercosis)이라고 한다.

## 감염 및 증상
사람의 경우 주로 덜 익힌 돼지고기를 섭취하여 감염된다. 갈고리촌충의 성충은 인간의 내장 벽에 붙어 살며 기생할 때에는 크게 위해하지 않으나, 유충이 내장 벽을 뚫고 나가 다른 부위로 전이되어 유구낭미충증이 발생하면 심각한 상태를 유발할 수 있다. 시력을 잃거나 심각한 신경장애를 일으킬 우려가 있으며, 특히 심장, 뇌 등으로 전이된 경우에는 목숨까지 위험하다. 뇌로 이동한 경우는 뇌유구낭미충증(Cerebral cysticercosis)이라고 하며 때때로 뇌척수액의 흐름을 막아 격렬한 두통을 일으키며(Brun's sign), 가끔은 도관 폐쇄의 원인이 되어 급사하는 경우도 있다.

## 치료 및 예방
보통 프라지콴텔을 사용하여 치료하며 성충과 유충 모두에 효과가 있다. Albendazole도 효과가 있다고 알려졌다.
갈고리촌충은 가열시 중심 온도가 77°C 이상이 되면 사멸한다.

## 사진

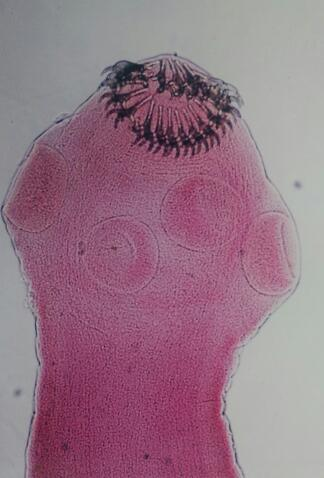
갈고리촌충(유구조충) 두절 (400배)
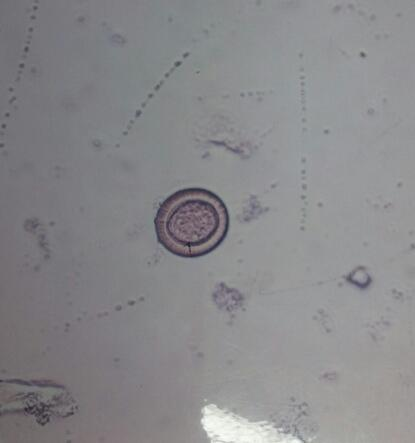
조충 충란

## 같이 보기
- 프라지콴텔

## 참고 자료
- 이 문서에는 다음커뮤니케이션(현 카카오)에서 GFDL 또는 CC-SA 라이선스로 배포한 글로벌 세계대백과사전의 내용을 기초로 작성된 글이 포함되어 있습니다.
- 인체기생충학, 정문각 (2011년)